# O Fiel e a Pedra
O Fiel e a Pedra foi uma telenovela brasileira exibida pela TV Cultura entre 31 de agosto e 25 de setembro de 1981, às 21h. Baseada no romance homônimo de Osman Lins, foi escrita por Jorge Andrade e dirigida por Edison Braga. Teve 30 capítulos.

## Enredo
A reconstituição interior do casal Bernardo e Teresa Vieira Cedro após a morte do filho. Eles tentarão a vida num engenho onde o crime acontece. Acusados, lutam contra toda sorte de adversidades, até o nascimento de outro filho e o anúncio de um tempo novo.

## Elenco
- Flávio Galvão .... Bernardo Vieira Cedro
- Ester Góes .... Teresa Vieira Cedro
- Abrahão Farc
- Áurea Campos
- Carlos Koppa
- Cleyde Yáconis
- David José
- Eduardo Abbas
- Guilherme Corrêa
- Herson Capri
- João Acaiabe ... João Amadeu
- Leonardo Villar